# Нестерово (Бурятія)
Нестерово (рос. Нестерово) — село Прибайкальського району, Бурятії Росії. Входить до складу Сільського поселення Нестеровського.
Населення — 540 осіб (2015 рік).